# لوز أكوستا
لوز أكوستا (بالإسبانية: Luz Acosta)‏ هي رباعة مكسيكية، ولدت في 22 ديسمبر 1980 في هيرويكا غوايماس في المكسيك.

## وصلات خارجية
- لوز أكوستا على موقع أوليمبيديا (الإنجليزية)